# Praiwan Lookphet
Praiwan Lookphet (thaï : ไพรวัลย์ ลูกเพชร, de son vrai nom), est un chanteur pop thaïlandaise,

## Discographie
- Sam Ruai Luem Kham
- Klin Toop Sukhothai
- Nirat Rak Nakhornprathom
- Nao Jai Thee Chai Daen
- Tai Ngao Soak
- Wiwa Sa Uen